# Domesday Book
Domesday Book (/ˈduːmzdeɪ/ DOOMZ-day; srednjeangleški zapis Doomsday Book) je rokopisni zapis Velike raziskave večjega dela Anglije in delov Walesa, dokončane leta 1086 na ukaz kralja Viljema Osvajalca. Rokopis je bil prvotno znan pod latinskim imenom Liber de Wintonia, kar pomeni 'Knjiga Winchestra' (Book of Winchester), ker je bila prvotno shranjena v kraljevi zakladnici. Anglosaška kronika navaja, da je kralj leta 1085 poslal svoje agente, da raziščejo vsako grofijo v Angliji, da bi popisali posestva in dajatve, ki mu jih dolguje.
Napisana v srednjeveški latinščini, je bil zelo skrajšana in je vključevala nekatere ljudske domače izraze brez latinskih ustreznic. Glavni namen raziskovanja je bil zabeležiti letno vrednost vsakega kosa posesti za njegovega gospodarja ter vire v zemlji, delovni sili in živini, iz katerih je izhajala vrednost.
Ime Domesday Book se je začelo uporabljati v 12. stoletju. Richard FitzNeal je v Dialogus de Scaccario (ok. 1179) zapisal, da je bila knjiga tako imenovana, ker so bile njene odločitve nespremenljive, tako kot tiste iz Poslednje sodbe, in njene kazni ni bilo mogoče razveljaviti.
Rokopis je shranjen v Nacionalnem arhivu v Kewu v Londonu. Domesday je bila prvič v celoti natisnjena leta 1783, leta 2011 pa je spletna stran Open Domesday dala rokopis na voljo.
Knjiga je neprecenljiv primarni vir za sodobne zgodovinarje in zgodovinske ekonomiste. Nobena raziskava, ki bi se približala obsegu Domesday Book, v Veliki Britaniji ni bila ponovno izvedena do vrnitve lastnikov zemlje iz leta 1873 (včasih imenovane Modern Domesday), ki je predstavila prvo popolno sliko porazdelitve zemljiških posesti v Združenem kraljestvu po Domesdayu.

## Vsebina in organizacija
Domesday Book obsega dva neodvisna dela (prvotno v dveh fizičnih zvezkih): Little Domesday (ki zajema Norfolk, Suffolk in Essex) in Great Domesday (ki pokriva večji del preostale Anglije – razen dežel na severu, ki so kasneje postale Westmorland, Cumberland, Northumberland in grofija Palatin Durham – in deli Walesa, ki mejijo in so vključeni v angleške grofije). V Great Domesday je bil opuščen prostor za zapis o londonskem Cityju in Winchestru, vendar nista bila nikoli zapisana. Druga območja sodobnega Londona so bila takrat v Middlesexu, Surreyju, Kentu in Essexu in imajo svoje mesto v obravnavanju teh okrajev Domesday Book. Večina Cumberlanda, Westmorlanda in celotnega okrožja Palatin Durham in Northumberland je bila izpuščena. Niso plačevali državnega zemljiškega davka, imenovanega geld, okvir za Domesday Book pa so bili ocenjevalni seznami geldov.
Little Domesday, tako imenovana, ker je njen format fizično manjši od večjega spremljevalca, je bolj podroben kot Great Domesday. Zajema predvsem število živine na domačih gospodarstvih (gospoščinah), ne pa tudi kmečke živine. Predstavlja zgodnejšo fazo v obdelavi rezultatov Domesday Survey pred drastičnim okrajšanjem in preureditvijo, ki se ju je lotil pisar Great Domesday Book.
Oba zvezka sta organizirana v vrsto poglavij (dobesedno 'naslovi', iz latinščine caput, 'glava'), ki navajajo dvorce, ki jih ima vsak imenovani glavni zakupnik neposredno od kralja. Med glavnimi najemniki so bili škofje, opati in opatinje, baroni iz Normandije, Bretanje in Flandrije, manjši francoski podnaredniki in angleški thegns. Najbogatejši magnati so imeli več sto dvorcev, ki so bili običajno razširjeni po vsej Angliji, čeprav so bila nekatera velika posestva zelo koncentrirana. Šerif Baldwin je imel na primer sto šestinsedemdeset dvorcev v Devonu in štiri v bližini v Somersetu in Dorsetu. Glavni najemniki so imeli v lasti spremenljive deleže svojih gospoščin in so bili podfevdirani drugim, bodisi svojim vitezom (pogosto najemnikom iz Normandije), drugim glavnim najemnikom njihovega ranga ali članom lokalnih angleških družin. Dvorci so bili na splošno navedeni znotraj vsakega poglavja glede na Hundred (enota grofije) ali wapentake, v katerem so ležali, pri čemer so bile stotine (wapentake v vzhodni Angliji) druga stopnja lokalne uprave v grofijah.
Seznam vsake grofije se začne s kraljevim posestvom, ki je bilo verjetno predmet ločene preiskave V fevdalnem sistemu je bil kralj edini pravi »lastnik« zemlje v Angliji na podlagi svojega alodialnega naslova. Tako je bil končni gospodar in tudi največji magnat mu kot najemniku ni mogel storiti nič drugega kot »zadržati« zemljo (iz latinskega glagola tenere, 'držati') po eni od različnih pogodb o fevdalni zemljiški posesti. Sledila so posestva škofov, nato opatij in verskih hiš, nato laičnih glavnih najemnikov in nazadnje kraljevih služabnikov (servientes) in thegns.
V nekaterih grofijah je bilo eno ali več glavnih grofij predmet ločenega oddelka. Nekaj jih ima ločene sezname spornih naslovov zemljišč, imenovanih clamores (terjatve). Enakovredni deli v Little Domesday se imenujejo Inuasiones (priloge).
Skupno je v Domesday Book navedenih 268.984 ljudi, od katerih je bil vsak vodja gospodinjstva. Nekatera gospodinjstva, kot so prebivalci mest, so bila izključena iz štetja, vendar natančni parametri ostajajo predmet zgodovinske razprave. Sir Michael Postan, na primer, trdi, da ta morda ne predstavljajo vseh podeželskih gospodinjstev, ampak le popolne kmečke najemnine, s čimer so izključeni moški brez zemlje in nekateri podnajemniki (potencialno tretjina prebivalstva države). H. C. Darby, ko upošteva izključena gospodinjstva in uporabi različne kriterije za izključena (kot tudi različne velikosti za povprečno gospodinjstvo), sklepa, da 268.984 navedenih gospodinjstev najverjetneje kaže na celotno angleško populacijo med 1,2 in 1,6 milijona.
Domesday poimenuje skupno 13.418 krajev. Razen povsem podeželskih delov, ki predstavljajo večino, Domesday vsebuje zanimive vnose v zvezi z večino mest, ki so bili verjetno narejeni zaradi njihovega vpliva na davčne pravice krone v njih. Sem sodijo fragmenti costumal (srednjeveško-angleški dokument, ki določa gospodarske, politične in družbene običaje v graščini ali mestu), zapisi o dolžni vojaški dolžnosti, trgih, kovnicah ipd. Od mest, od grofij kot celot in od mnogih svojih starodavnih gospostev je bila krona upravičena do starih dajatev v naravi, kot je med.
Domesday Book navaja 5624 mlinov v državi, kar velja za nizko oceno, saj je knjiga nepopolna. Za primerjavo, manj kot 100 mlinov je bilo zabeleženih v državi stoletje prej. Georges Duby navaja, da to pomeni mlin za vsakih šestinštirideset kmečkih gospodinjstev in implicira velik porast porabe pečenega kruha namesto kuhane in nemlete kaše. Knjiga navaja tudi 28.000 sužnjev, kar je manjše število, kot je bilo našteto leta 1066.
V Domesday Book je bil pravopis pisarjev močno usmerjen v francoščino, saj sta manjkala k in w, urejeni obliki za glasove /ð/ in /θ/ in zaključek mnogih trdih soglasniških besed z e, kot je bilo navajeno v večini francoskih narečij tistega časa.

## Podobna dela
V vzporednem razvoju, okoli leta 1100, so Normani v južni Italiji dokončali svoj Catalogus Baronum, ki temelji na Domesday Book. Izvirni rokopis je bil uničen v drugi svetovni vojni; vendar so natisnjeni izvodi preživeli.

## Ime
Rokopisi nimajo uradnega naslova. Delo se interno imenuje descriptio (vpis), v drugih zgodnjih administrativnih kontekstih pa kot kraljeva brevia ((kratki) spisi). Od okoli leta 1100 se pojavljajo sklicevanja na liber (knjigo) ali carto (listino) Winchestra, njihovega običajnega kraja skrbništva; in od sredine 12. do zgodnjega 13. stoletja do Winchestra ali kraljevega rotula (zvitka).
Angležem, ki so bili nad knjigo navdušeni, je postala znana kot Domesday Book, v aluziji na sodni dan in v posebnem sklicevanju na dokončno naravo zapisa. Beseda doom je bila običajen stari angleški izraz za zakon ali sodbo; ni nosila sodobnega prizvoka usodnosti ali katastrofe. Richard FitzNeal, zakladnik Anglije pod Henrikom II., je v Dialogus de Scaccario (c.1179) podrobno razložil konotacije imena:
Domačini imenujejo to knjigo »Domesday«, torej sodni dan. To je metafora: kajti tako kot se nobeni sodbi te končne hude in strašne preizkušnje ni mogoče izogniti z nobenim pretvarjanjem, tako tudi ko se v kraljestvu pojavi kakršen koli spor v zvezi z zadevami, ki jih vsebuje knjiga, in se zateče k knjigi, njeni besedi ni mogoče zavrniti ali razveljaviti brez kazni. Zato imenujemo to knjigo 'knjiga sodb', ne zato, ker vsebuje odločitve, sprejete v spornih primerih, ampak zato, ker z njo, tako kot z zadnjo sodbo, ni več pritožbe.
Ime Domesday so kasneje prevzeli skrbniki knjige, prvič najdemo v uradnem dokumentu leta 1221.
Bodisi zaradi napačne etimologije ali namerne igre besed se je ime začelo povezovati tudi z latinskim izrazom Domus Dei ('Božja hiša'). Takšno omembo najdemo že v poznem 13. stoletju v spisih Adama iz Damerhama; in v 16. in 17. stoletju so antikvarji, kot sta John Stow in sir Richard Baker, verjeli, da je to ime izvor, pri čemer je namigoval na cerkev v Winchestru, v kateri je bila knjiga shranjena. Posledično je za nekaj časa postal popularen alternativni zapis Domesdei.
Običajna sodobna znanstvena konvencija je, da se delo imenuje Domesday Book (ali preprosto Domesday), brez določnega člena. Vendar pa obliko The Domesday Book najdemo tudi v akademskem in neakademskem kontekstu.